# Levon Shant
Levon Shant ( en armenio: Լեւոն Շանթ; de nacimiento Levon Nahashbedian, luego cambiado a Levon Seghposian; 6 de abril de 1869- 29 de noviembre de 1951) fue un dramaturgo, novelista y poeta armenio, fundador de la Hamazkayin Armenia Educacional y Cultural Society.

## Biografía
Nacido en Constantinopla, actual Estambul (Turquía), en una familia de origen armenio. Fue miembro vitalicio de la Federación Revolucionaria Armenia y es el homónimo de la Asociación de Estudiantes Shant de la ARF. Asistió a la escuela armenia en Scutari (Distrito de Üsküdar) hasta 1884 y luego participó en el seminario de Gevorgian en Echmiadzin hasta 1891. Regresó a Constantinopla para enseñar y escribir; su primera obra literaria fue aceptada por el diario Hairenik de esa ciudad en 1891. Partió a Alemania en 1893 durante seis años para estudiar ciencias, psicología infantil, educación, literatura e historia en las universidades de Leipzig, Jena y Munich. Posteriormente regresó a Constantinopla, donde continuó trabajando como maestro. Como autor, fue más conocido por sus obras de teatro: Hin Astvadsner ('Ancient Gods', 1908), Kaisre ('The Emperor', 1914), Inkads Berdi Ishkhanuhin ('The Princess of the Fallen Castle', 1921), Oshin Payl (1929). Fue uno de los vicepresidentes del Parlamento armenio durante la República y encabezó una delegación a Moscú en abril de 1920 para negociar con el régimen comunista. Dejó Armenia después de su sovietización en 1921 y se instaló en París, El Cairo y, finalmente, en Beirut. Fue uno de los fundadores de la asociación cultural Hamazkayin en El Cairo (1928). Al año siguiente, fue director fundador del Nshan Palandjian Djemaran (Colegio), Beirut, desde 1929 hasta su muerte.
Siendo uno de los muchos autores prohibidos en Armenia por sus opiniones políticas, un volumen de sus obras de teatro se publicó excepcionalmente en la Armenia soviética en 1968. Es considerado por muchos como el mejor dramaturgo armenio. Sus obras de teatro El Emperador y los Dioses Antiguos siguen estando entre los dramas armenios más representados. Este último revolucionó la literatura armenia cuando se estrenó en Tiflis en 1913. Fue traducida al inglés, alemán, italiano, francés y ruso; y dirigida por Konstantín Stanislavski en 1917.

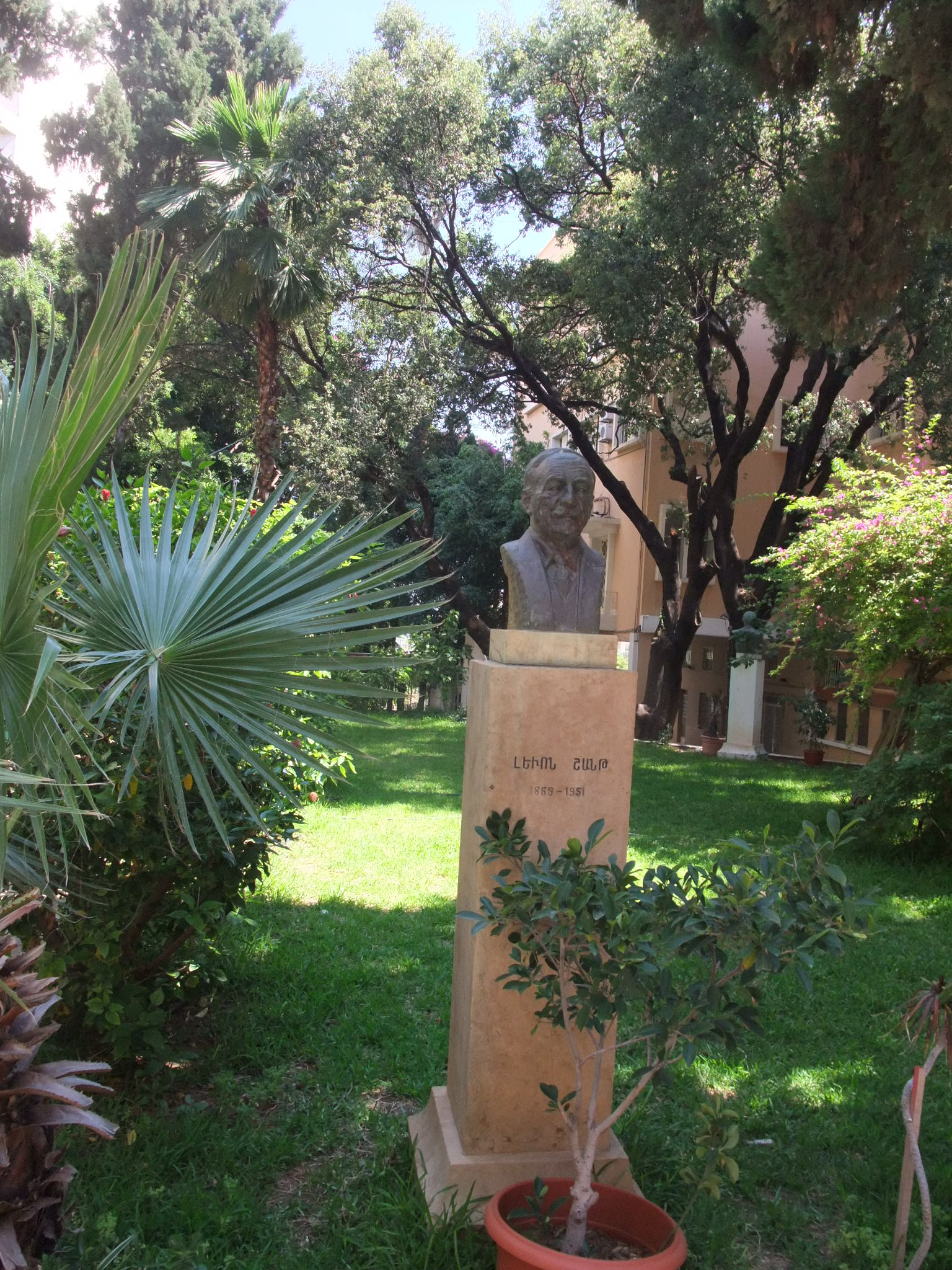
Busto de Shant frente al Seminario Nshan Palanjian, edificio N 1

## Trabajos
- El egoísta («Եսի մարդը»), 1901
- Para alguien más («Ուրիշի համար»), 1903
- En el camino («Ճամբուն վրայ»), 1904
- Dioses antiguos («Հին աստուածներ»), 1908
- La Princesa del Castillo Caído («Ինկած բերդի իշխանուհին»)
- El Emperador («Կայսրը»), 1916